# Felipe L. Urquieta
Felipe Lino Urquieta (nacido en septiembre de 1898 en Moquegua, Perú - 19??) fue un distinguido compositor y químico peruano. Reconocido por su prolífica carrera en la música, sus contribuciones abarcaron desde la composición de obras musicales hasta la promoción cultural a través de la creación de colectivos musicales, además de que destacó como químico en su ciudad de residencia, Arequipa.

## Primeros años y educación
Urquieta, hijo de Mariano Lino Urquieta y Blanca García Monterroso, nació en la ciudad de Moquegua y más tarde se trasladó a Arequipa, donde completó sus estudios secundarios en el Colegio de la Independencia. Desde una edad temprana, mostró un talento excepcional en la música, convirtiéndose en director de orquesta a los dieciocho años.

## Logros musicales
A los veinte años, logró un hito significativo al ganar el primer premio y la medalla de oro en el concurso de 1916 para musicar el Himno Federal Peruano, una hazaña que le valió el reconocimiento de los reyes de España y Bélgica. En 1917, su obra "Caprice Pierrot" fue estrenada por la Orquesta Víctor de Nueva York, la cual fue grabada en disco, marcando así su renombre internacional en el ámbito musical

## Contribuciones y viajes
En 1919, el Gobierno peruano lo envió a Europa como embajador musical y en un viaje de estudios, donde residió en Barcelona. Durante su estancia en España, Urquieta acompañó la fundación del Centro de Folkloristas Americanos, recibiendo el apoyo de destacados maestros como Bretón, Pedrell y Turina. Su visión llevó a la fundación del Centro Musical Americano de Barcelona junto con otros compositores americanos en 1920

## Regreso a Perú y trayectoria en la química y la música
Regresó a Perú en 1922 y fue nombrado químico municipal de Arequipa, aunque continuó activo en el ámbito musical, desempeñándose como profesor de armonía y contrapunto. En 1924, fue uno de los fundadores de la Sociedad Orquestal Arequipa, donde ocupó el cargo de presidente.

## Legado
Las composiciones y obras teóricas de Urquieta fueron reconocidas en gran parte de América Latina y también en Estados Unidos, donde algunas de sus obras fueron ejecutadas con notable éxito. Es autor de obras notables como "La música en América" (1924), un libro sobre teoría e historia musical, y un "Tratado de transcripción". Además, su recopilación de terminología de música popular de Arequipa es una contribución destacada al estudio del folclore musical de esa región peruana.
Entre sus obras para piano se destacan "Serenata", "Cuento macabro", "Pastoral", "Humoreske", "Capricho" e "Idilio". También participó como crítico musical en revistas españolas como Cosmopolis, Cervantes, Estudio y Mundial Música, contribuyendo así al análisis y la difusión del panorama musical de su época.
La fecha de su fallecimiento es desconocida, pero su legado perdura en su vasta contribución a la música, la enseñanza y el estudio del folclore musical en América Latina, dejando una marca indeleble en la historia cultural del Perú.